# Bad Kreuznach
Bad Kreuznach (phát âm tiếng Đức: [baːt ˈkʁɔʏtsnax]) là thủ phủ của huyện Bad Kreuznach, bang Rheinland-Pfalz, Đức. Đô thị này nằm bên sông Nahe, một nhánh của sông Rhine. Thị này và các vùng phụ cận được biết đến với sản phẩm rượu vang, đặc biệt là Riesling, Silvaner và Müller-Thurgau.

## Cư dân nổi bật sinh ở Bad Kreuznach
- Eberhard Anheuser (1805–80)
- Hans Driesch (1867–1941)
- Herbert Eimert (1897–1972)
- Konrad Frey (1909–74)
- Manuel Friedrich (born 1979)
- Maler Müller (1749–1825)
- Thomas Schmidt (sinh năm 1976)
- Günter Verheugen (sinh năm 1944)